# Eddie Colman
Edward »Eddie« Colman, angleški nogometaš, * 1. november 1936, Salford, Lancashire, Anglija, Združeno kraljestvo, † 6. februar 1958, München, Zahodna Nemčija.
Colman je bil eden od Busbyjevih mladcev, ki so se prebili iz mladinskih vrst Manchester Uniteda v člansko ekipo. Februarja 1958 je umrl v münchenski letalski nesreči.
Colman se je rodil v Salfordu, Lancashire. Unitedovi mladinski ekipi se je pridružil poleti 1952, ko je prenehal s šolanjem. Svoj preboj v člansko ekipo je dočakal v sezoni 1955/56. V naslednjih dveh in pol sezonah je za United nastopil na 107 srečanjih, na katerih je dosegel dva zadetka. Drugi in zadnji gol v rdečem dresu mu je uspel na usodnem četrtfinalnem gostovanju pri Crveni zvezdi, v sklopu Evropskega pokala. Zaradi svojega prepoznavnega zvijanja telesa je bil znan pod vzdevkom »Snakehips.« 
Z 21 leti in 3 meseci je postal najmlajša smrtna žrtev münchenske letalske nesreče. V njegov spomin so poimenovali enega od nastanitvenih objektov Univerze v Salfordu, Eddie Colman Court je namreč stanovanjski blok v bližini osrednjega univerzitetnega kampusa.
Po smrti so na njegov grob na pokopališču Weaste Cemetery postavili njegov kip. Nad kip so se kasneje spravili vandali, tako da so ga pristojni po obnovi raje vrnili na dom njegovega očeta Dicka, ki je umrl oktobra 1986 in je pokopan ob njem. K večnemu počitku so ob Eddieja postavili tudi njegovo mati Elizabeth, ki je umrla novembra 1971. 
Ker so se udeležili njegovega pogreba in s tem zapustili delovno mesto, so odpustili 27 delavcev škatlarskega podjetja iz Manchestra. Kmalu zatem so delavce ponovno zaposlili. 